# Letterboxd
Letterboxd — це соціальна мережа, заснована Метью Б'юкененом і Карлом фон Рандоу у 2011 році в Окленді, Нова Зеландія. Мета сайту — поширювати любов до кіно. Letterboxd дозволяє людям ділитися своєю пристрастю до кіно, пишучи рецензії, взаємодіючи з іншими користувачами, створюючи списки фільмів та журнали переглядів. 15 травня 2017 року 100 мільйонів фільмів були позначені як переглянуті, а 20 серпня 2022 року понад один мільярд.
Хоча Letterboxd нечасто з'являється в заголовках новин як спільнота чи сервіс, за ці роки він набув стабільної популярності. У статті в The Ringer кінокритик Скотт Тобіас назвав Letterboxd «найбезпечнішим простором для обговорення фільмів, який ми маємо» завдяки його спільноті та дискусійній моделі в розпал пандемії COVID-19.

## Історія
Сайт був запущений Бруклінською бета-версією у жовтні 2011 року і протягом наступних шести місяців набрав понад 17 000 бета-тестерів. 24 квітня 2012 року він перестав бути приватним сайтом і перейшов у режим публічної бета-версії. Всі сторінки стали загальнодоступними, але спочатку там було лише 23 відео, а членство обмежувалося лише запрошеними. 8 лютого 2013 року сайт було відкрито для громадськості. Letterboxd запровадив багаторівневу структуру членства з диференційованими можливостями для платної та безкоштовної версій. Платна версія, яка називається Pro, надає доступ до додаткових функцій, включаючи персоналізовані сторінки з підсумками року.
У вересні 2020 року Letterboxd оголосив про новий рівень членства для кіноорганізацій та підприємств, таких як фестивалі, інтимні кінотеатри та навіть подкасти. Ця нова функція, що отримала назву Letterboxd HQ, спричинила сплеск популярності серед нової аудиторії, а такі організації, як IndieWire, TIFF та The Criterion Collection, почали взаємодіяти зі спільнотою.
У статті New York Times, опублікованій у січні 2021 року, зазначалося, що з початку пандемії кількість користувачів Letterboxd «подвоїлася», налічуючи понад 3 мільйони учасників, порівняно з 1,7 мільйонами попереднього року. До 20 липня 2022 року користувачі позначили понад 1 мільярд фільмів як переглянуті. У 2022 році користувачі залишили 227 мільйонів рецензій.

## Функції
Будь-хто може читати вміст сайту. Для участі потрібен безкоштовний обліковий запис користувача. Усі користувачі можуть оцінювати, переглядати та позначати фільми відповідними ключовими словами. Вони можуть вести списки фільмів, які вони бачили або хочуть побачити, і взаємодіяти з іншими користувачами. Списки можуть бути загальнодоступними або приватними. Рейтинги ґрунтуються на п'ятизірковій системі, з можливістю виставлення півзірок. Модель фоловерів дозволяє користувачам стежити за діяльністю інших користувачів на сайті й отримувати повідомлення про неї. Ці функції ведуть до іншого інтерактивного рівня, окрім перегляду фільмів.
Преміум учасники можуть, серед іншого, отримувати сповіщення, коли фільм з'являється в їхньому списку у провайдера відео на вимогу.
Letterboxd також доступний у вигляді мобільного додатку для Android та iOS.

## База даних
Усі метадані, пов'язані з фільмами, що використовуються на сайті, походять з бази даних фільмів (TMDB), бази даних з відкритим вихідним кодом. У вересні 2019 року сайт уклав партнерство з JustWatch, щоб дозволити користувачам дивитися фільми у різних провайдерів, залежно від наявності. У березні 2022 року сайт уклав партнерство з Nanocrowd, щоб показувати користувачам «наножанри» та рекомендації щодо схожих фільмів.